# Bilwijk
Bilwijk is een buurtschap in de gemeente Krimpenerwaard in de Nederlandse provincie Zuid-Holland. De plaats heeft circa 65 inwoners en ligt aan de Bilwijkerweg tussen Stolwijk en Haastrecht.

## Geschiedenis
Oorspronkelijk viel de plaats Bilwijk onder de gemeente Haastrecht. In 1964 kwam Bilwijk na een grenscorrectie bij de gemeente Stolwijk. Tussen 1985 en 2014 was Bilwijk onderdeel van de gemeente Vlist. Op 1 januari 2015 ging de plaats samen met de gemeente op in de fusiegemeente Krimpenerwaard.
Hoofdplaats: Stolwijk    
Steden: Haastrecht · Schoonhoven

Dorpen: Ammerstol · Bergambacht · Berkenwoude · Gouderak · Krimpen aan de Lek · Lekkerkerk · Ouderkerk aan den IJssel · Vlist · Willige Langerak

Buurtschappen: Achterbroek · 't Beijersche · Beneden-Haastrecht · Benedenheul · Benedenberg · Benedenkerk · Bilwijk · Bonrepas · Bergstoep · Bovenberg · Boven-Haastrecht · Bovenstad/Steenplaats · Goudseweg · De Hem · Hoogedijk · IJssellaan · Kadijk · Koolwijk · Lageweg · Opperduit · Oudeland · Rozendaal · Schoonouwen · Schuwacht · Stein · Tussenlanen · 't Zwaantje · Zuidbroek

Zuid-Holland: Steden en dorpen    Nederland: Provincies · Gemeenten